# アルチーデ (小惑星)
アルチーデ (8549 Alcide) は、小惑星帯に位置する小惑星である。イタリア北東部のファッラ・ディゾンツォで、ルチアーノ・ビッテシーニらによって発見された。
ビッテシーニの父親で高校教師であり、息子が幼い頃に手作りの望遠鏡で彗星を見せくれたアルチーデ・ビッテシーニに因んで名付けられた。